# Fengnan
Fengnan är ett stadsdistrikt i Tangshans stad på prefekturnivå  i Hebei-provinsen i norra Kina. Det ligger omkring 160 kilometer öster om huvudstaden Peking.